# ソグド語
ソグド語（ソグドご）は、中期イラン諸語のひとつであり、ザラフシャン川流域のソグディアナ（現在のサマルカンド、パンジケント、フェルガナなどを中心としたウズベキスタンやタジキスタンの一部に相当）で用いられた言語。現在では死語。

## 概要
ソグド語は、中世ペルシア語、パルティア語、バクトリア語、ホータン語などと並んで、中期イラン諸語の中でも重要な言語のひとつであり、多くの言語資料が遺されている。ソグド語はイラン語派の北東語群に属する。ソグド語は中央アジア（トランスオクシアナ）における交易言語であり、中国人商人とイラン人商人との間の共通語でもあった。ソグド語は経済的・政治的に重要な言語であったため、8世紀初頭にソグディアナがムスリムによって征服された後も数世紀にわたって使用され続けた。

## 歴史
ソグド語の資料として時代の早いものには、敦煌近辺で発見された4世紀前半の手紙がある。
より早期のタイプの言語（古代ソグド語）が存在したという確証は得られていないが、古代ペルシア語の碑文によるとアケメネス朝の時代（紀元前550年-323年）には独立した存在としてのソグディアナが認識されていたようである。
5世紀から7世紀にかけてソグド人は貿易商人として活発に活動し、多くのソグド語文献が残っている。内容は世俗的なものから仏教・マニ教・ネストリウス派キリスト教の文献まで多岐にわたる。
8世紀中頃にアラブ人がソグディアナを占領し、また安禄山の乱以降の唐の混乱もあってソグド人による商業活動は衰えた。10世紀後半以降、ソグド人は他の民族に同化されたが、ソグド語はおそらく12世紀ごろまでは典礼用の言語として残った。
現在タジキスタンのザラフシャン川上流のヤグノビ峡谷でヤグノビ人に話されているヤグノビ語は、ソグド語の一方言が残存したものと言われている。

## 影響
突厥の最初期の碑文であるブグト碑文（6世紀後半）はソグド語で書かれている。
ソグド人はウイグル帝国で活躍し、その重要な言語のひとつであった。ウイグル文字はソグド文字に由来する。
最も初期の近世ペルシア語はサーマーン朝支配下のソグディアナで発展したため、近世ペルシア語にはソグド語由来の語が多く取り入れられている。

## 音声
表記体系の制約により、ソグド語の音声には不明な点が多いが、以下のような体系になっていたと考えられている。
母音は長短を区別した。二重母音があった（ar̥, aṃ, āu, āi）。
|      | 前舌 | 中舌 | 後舌 |
| ---- | ---- | ---- | ---- |
| 狭   | i i: |      | u u: |
| 中舌 | e e: |      | o o: |
| 広   | a    | a:   |      |

子音は以下のものがあった。
|               | 両唇音 唇歯音 | 歯音  | 歯茎音 | 後部歯茎音 硬口蓋音 | 軟口蓋音 | 声門音 |
| ------------- | ------------- | ----- | ------ | ------------------- | -------- | ------ |
| 破裂音 破擦音 | p (b)         | t (d) |        | č (j )              | k (g)    |        |
| 鼻音          | m             | n     |        |                     |          |        |
| 摩擦音        | f β           | θ δ   | s z    | š ž                 | x γ      | (h)    |
| 接近音        | w             | r     |        | y                   |          |        |
| 側面音        |               | (l)   |        |                     |          |        |

- b d j g は、音韻的には p t č k と同じで、有声子音の後にのみ現れる。歴史的にあった b d j g はソグド語では摩擦音に変化した[9]。
- h, l は主に外来語にのみ現れるが、異化によりソグド語本来の語にも二次的に発生する場合がある。

ソグド語の単語は最初の長い母音を持つ音節に強勢が置かれた。強勢が語幹にある場合と語尾にある場合で形態変化が大きく異なっていた。

## 文法
ソグド語は文法や形態論は中期ペルシア語と比べてより伝統的な形を保っている。
名詞は性・数・格で変化する。性は男性・女性・中性がある。古代ペルシア語と同じ6格を区別するが、語尾にアクセントがない場合は直格・斜格・呼格のみを区別する。数は単数と複数のほかに、数詞とともにつかうための特別の形をもっている。
動詞は人称と数で変化する。過去を表すための歴史的な形が消滅し、古い受動完了分詞に由来する新たな過去語幹が作られた。動作の継続や未来は動詞に専用の語尾を加えることで表す。法は直説法・接続法・希求法・命令法・指令法の区別がある。

## 表記体系
ソグド語はアラム文字、またはそれから発展したシリア文字に由来する何種類かの文字で書かれるが、母音が記されなかったり、異なる子音を区別しなかったりする。このことはソグド語の正確な語形を知ることの妨げになっている。
法隆寺で見つかった650年頃のものと思われる香木に、ソグド文字が書かれていた例がある（ただしソグド文字でなく漢字とする説もある）。

## 辞書
- 吉田豊『ソグド語文法講義』、臨川書店、2022年。